# Chodzież
Chodzież là một thị trấn thuộc huyện Chodzieski, tỉnh Wielkopolskie ở trung-tây Ba Lan. Thị trấn có diện tích 13 km². Đến ngày 1 tháng 1 năm 2011, dân số của thị trấn là 19506 người và mật độ 1527 người/km².